# Nicolas Rainville
Nicolas Rainville (18 maart 1982) is een Frans voetbalscheidsrechter. Hij was in dienst van FIFA en UEFA tussen 2013 en 2017. Ook leidde hij van 2010 tot 2019 wedstrijden in de Ligue 1.
Op 7 augustus 2010 leidde Rainville zijn eerste wedstrijd in de Franse nationale competitie. Tijdens het duel tussen Toulouse en Stade Brest (2–0 voor Toulouse) trok de leidsman vijfmaal de gele kaart. In Europees verband debuteerde hij op 18 juli 2013 tijdens een wedstrijd tussen Skoda Xanthi en Linfield in de tweede voorronde van de UEFA Europa League; het duel eindigde in 0–1 en Rainville gaf zevenmaal een gele kaart. Zijn eerste interland floot hij op 5 februari 2013, toen Armenië met 1–1 gelijkspeelde tegen Luxemburg door doelpunten van Mario Mutsch en Edgar Manucharian. Tijdens deze wedstrijd deelde de Fransman twee gele prenten uit.

## Interlands
| Datum           | Plaats             | Wedstrijd           | Uitslag | Competitie        | Kreeg geel | Kreeg voor de tweede keer geel en dus rood | Weggestuurd |
| --------------- | ------------------ | ------------------- | ------- | ----------------- | ---------- | ------------------------------------------ | ----------- |
| 5 februari 2013 | Valence, Frankrijk | Armenië – Luxemburg | 1 – 1   | Vriendschappelijk | 2          | 0                                          | 0           |